# Mars op Versailles

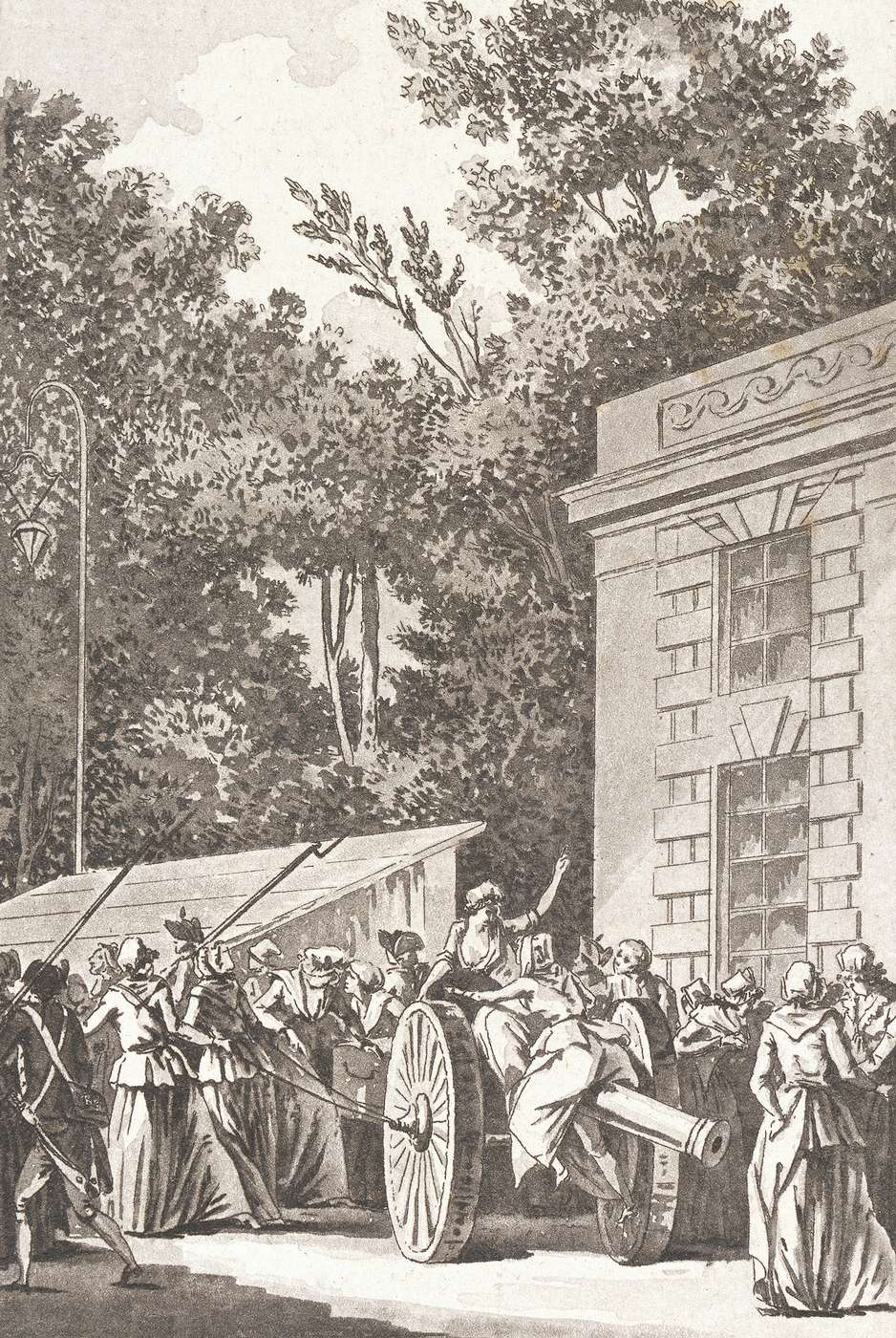
Het vertrek van de vrouwen op 5 oktober 1789, op een eigentijdse prent van Janinet

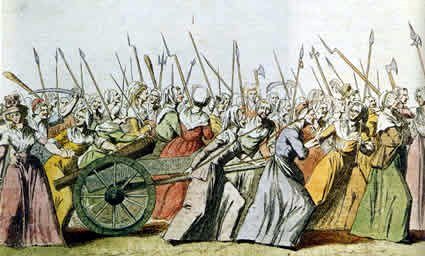
De Mars op Versailles. Musée Carnavalet (Parijs)

De mars op Versailles, ook wel vrouwenmars op Versailles genoemd, vond plaats tijdens de eerste maanden van de Franse Revolutie. De gebeurtenis wordt in het Frans ook wel de journées of journées révolutionaires ("revolutionaire dagen") van 5 en 6 oktober 1789 genoemd.
Een groep marktvrouwen (poissardes, letterlijk "visvrouwen") in Parijs begon in de ochtend van 5 oktober 1789 te protesteren tegen de hoge broodprijzen en de schaarste aan brood in de Franse hoofdstad. De demonstratie ontwikkelde zich in korte tijd tot een woedende massa van duizenden mensen die om uiteenlopende redenen, zij het uit politieke idealen of economisch eigenbelang, tegen het oude regime in opstand kwamen. Opgejut door revolutionairen, plunderden de betogers wapens en trokken naar het Paleis van Versailles. De massa belegerde het paleis en dwong koning Lodewijk XVI en zijn koningin Marie Antoinette om de volgende dag, 6 oktober, het paleis voorgoed te verlaten en te verkassen naar het Tuilerieënpaleis in Parijs.
De gebeurtenissen maakten een einde aan de onafhankelijke macht van de Franse koning. De mars symboliseerde een nieuw machtsevenwicht, waarbij de absolute monarchie en de aloude voorrechten van de adel opzij werden geschoven en het gewone volk de macht greep.

## Achtergrond
De Franse Revolutie was drie maanden eerder uitgebroken met de bestorming van de Bastille. De bevolking van Parijs ontdekte dat het gezamenlijk een vuist kon maken en begon zich te interesseren voor de politiek en regering van Frankrijk. De armsten waren vooral bezig met het zoeken naar voedsel; veel arbeiders moesten bijna de helft van hun inkomen uitgeven aan brood. Inflatie, extreme schaarste en uitbarstingen van geweld op de markten werden steeds prominenter. Koning Lodewijk XVI met zijn hofhouding en de leden van het parlement, de Nationale Grondwetgevende Vergadering, bevonden zich ondertussen in de comfortabele omgeving van Versailles, op ongeveer 20 kilometer afstand van Parijs. Onder de hongersnood lijdende bevolking van Parijs leefde een wijdverspreide complottheorie, de Pacte de Famine, die stelde dat de adel met opzet voedsel onthield aan de gewone bevolking.
In de periode na de bestorming van de Bastille werd de Verklaring van de rechten van de mens en de burger aangenomen en een reeks radicale wetsveranderingen doorgevoerd, zoals het afschaffen van de feodale voorrechten van de adel. Hierna richtten de hervormingsgezinde parlementsleden zich op het formuleren van een nieuwe, permanente grondwet. De monarchisten en conservatieven in het parlement waren tegen radicale hervormingen en wisten de onderhandelingen over de grondwet te vertragen en de koning te verzekeren van vetorecht op nieuwe wetgeving. Ook waren ze van plan om de zetel van het Nationale Grondwetgevende Vergadering te verplaatsen van Versailles naar Tours, een royalistisch bolwerk dat veel verder van Parijs af lag. Veel hervormingsgezinden vreesden dat de koning zijn troepen zou gebruiken om de Grondwetgevende Vergadering te ontbinden en de hervormingen terug te draaien. De koning overwoog dit inderdaad en kwam op 18 september met een formele verklaring waarin hij maar een deel van de hervormingen goedkeurde. De hervormingsgezinde parlementsleden waren woedend, en werden dat nog meer nadat de koning op 4 oktober had verklaard dat hij twijfelde aan de Verklaring van de rechten van de mens en de burger.
De mars op Versailles was geen spontane gebeurtenis; een lange reeks oproepen tot een massademonstratie in Versailles gingen eraan vooraf. De markies van Saint-Huruge, een van de populairste sprekers in het revolutionaire bolwerk Palais-Royal, had er al in augustus toe opgeroepen om de anti-hervormingsgezinden uit het parlement te verjagen die volgens hem het vetorecht van de koning beschermden. Het idee om naar Versailles te trekken leefde bij veel Parijzenaren en werd zelfs besproken in de Mercure de France op 5 september.
Na de muiterij van de koninklijke lijfwachten van de Gardes Françaises (Franse Garde) waren alleen de aristocratische Garde de Corps en Cent Suisses (Honderd Zwitsers) voorhanden om de koning te beschermen. Beide waren voornamelijk ceremoniële eenheden, te klein en slecht getraind om effectieve bescherming te kunnen bieden aan de koning en zijn familie. Ter versterking stuurde de minister van binnenlandse zaken, de graaf van Saint-Priest, eind september het Vlaamse regiment van het Franse leger naar Versailles.

## Verloop

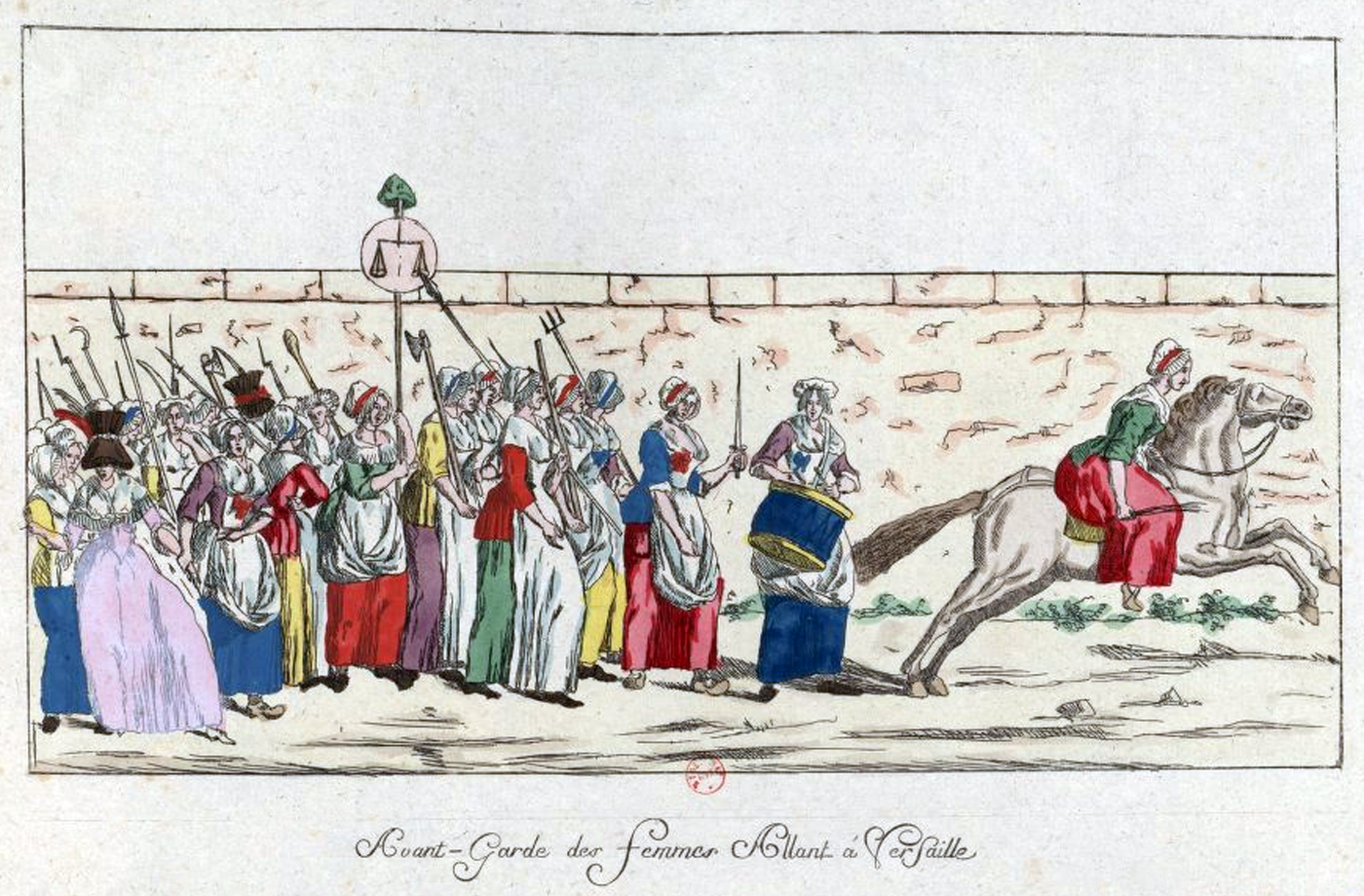
Voorhoede van de marktvrouwen. Bibliothèque nationale de France

Op 1 oktober hielden de officieren in Versailles een banket in de operazaal van het paleis om de officieren van het Vlaamse regiment te verwelkomen. Ook de koninklijke familie was hierbij kortstondig aanwezig. De L'Ami du Peuple en andere revolutionaire kranten in het hongerige Parijs beschreven het uitbundige feest als een orgie en beweerden dat dronken officieren met hun laarzen hadden gestampt op de rood-wit-blauwe kokarde, een symbool van de Franse natie, en trouw hadden gezworen aan de witte kokarde van het Huis Bourbon. Waar of niet, dit verhaal veroorzaakte een enorme woede bij de bevolking van Parijs.
In de ochtend van 5 oktober begon een jonge vrouw een trommel te slaan nabij een groep marktvrouwen in de Faubourg Saint-Antoine, in het oosten van Parijs, die woest waren over de chronische schaarste en hoge prijs van het brood. De vrouwen dwongen een kerk in de nabijheid om de klokken te luiden en ook vrouwen van andere markten voegden zich bij de groep. Veel van de vrouwen hadden zich bewapend met keukenmessen en andere wapens die voorhanden waren. Opgejut door revolutionairen trokken de vrouwen naar het stadhuis, het Hôtel de ville, waar ze niet alleen brood maar ook wapens eisten. Steeds meer vrouwen en ook mannen voegden zich bij de groep, tot de massa bij het stadhuis was gegroeid tot 6.000-7.000 demonstranten. Het stadhuis werd geplunderd en de aanwezige voedselvoorraden en wapens, waaronder kanonnen, werden door de plunderaars meegenomen.
De revolutionair Stanislas-Marie Maillard, die eerder had deelgenomen aan de bestorming van de Bastille, sloeg op een trommel en riep de strijdkreet à Versailles! ("naar Versailles!") Maillard werd door de massa erkend als leider en wist de kwartiermeester van het stadhuis, de Abbé Lefèvre, te redden, nadat deze aan een lantaarnpaal was opgehangen omdat hij had geprobeerd de plundering te stoppen. Ook wist Maillard te voorkomen dat het stadhuis door de protesteerders werden afgebrand. Maillard stelde een aantal van de vrouwen aan als leiders en leidde de massa in de stromende regen richting Versailles. Het ordewoord, naar een recent spektakel, was "de bakker, de bakkersvrouw en de kleine bakkersgast" (zijnde de koninklijke familie) terug te brengen naar Parijs.
Ondertussen waren duizenden leden van de Nationale Garde zich aan het verzamelen op het Place de Grève bij het stadhuis. De markies de La Fayette, commandant van de Nationale Garde, ontdekte tot zijn schrik dat de meesten het protest steunden en dreigden te deserteren en zich bij de protesteerders te voegen. La Fayette kon zijn troepen niet op andere gedachten brengen; sommigen dreigden zelfs om hem te vermoorden als hij hen niet zou leiden of uit de weg zou gaan. La Fayette kreeg opdracht van de Parijse Commune om het protest dan maar in goede banen te leiden. Hij stuurde een ruiter naar Versailles om het hof te waarschuwen en nam met tegenzin plaats aan het hoofd van zijn soldaten, in de hoop de koning en de algemene orde te kunnen waarborgen. Om vier uur 's middags vertrok hij met 15.000 leden van de Nationale Garde richting Versailles.
In de loop van de dag ontwikkelde het protest zich van een roep om voedsel tot een breder politiek protest. Revolutionairen eisten dat de koning zijn (deels buitenlandse) lijfgarde zou vervangen door leden van de Nationale Garde, een idee dat zeer populair bleek bij La Fayettes soldaten. Dit leidde tot een volgende eis, dat de koning, zijn hofhouding en het parlement allen naar Parijs moesten verhuizen om dichter bij het volk te zijn. Hiermee zouden de buitenlandse soldaten verdwijnen, voedsel weer normaal voorhanden zijn en Frankrijk geleid worden door iemand die "in samenspraak met zijn eigen volk" was. Dit plan sprak alle delen van de massa aan. De koningsgezinden vonden het een prettig idee om hun koning dicht bij huis te hebben, en de revolutionairen dachten zo hun hervormingen te kunnen waarborgen en de beste voorwaarden te scheppen voor de verdere uitvoering van de idealen van de revolutie.

### Beleg van het paleis

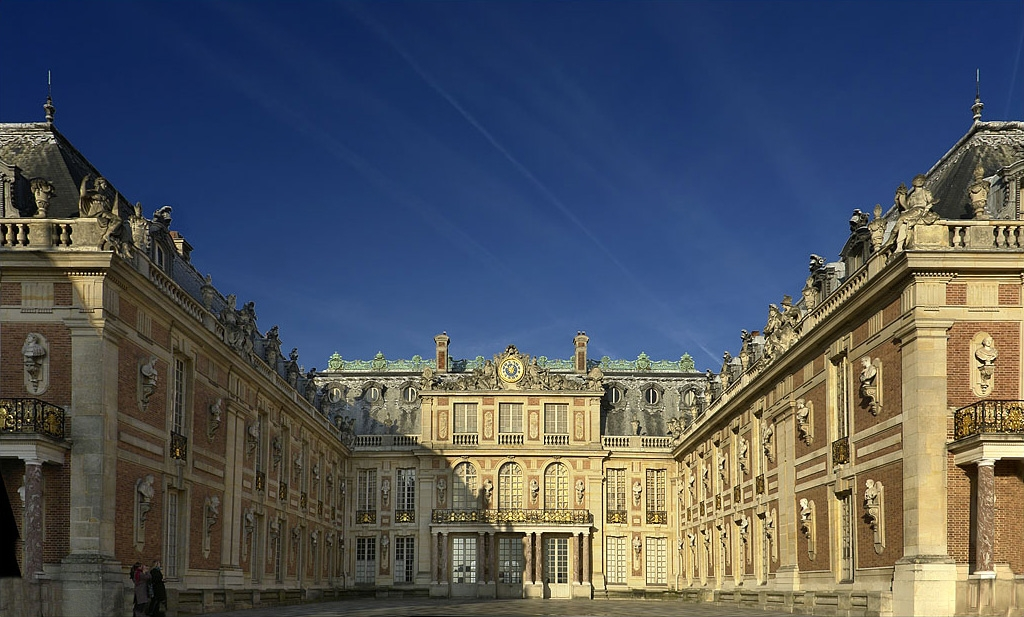
Het Paleis van Versailles

De mensenmassa had zes uur nodig om Versailles te bereiken. De luidruchtige en onstuimige massa trok meer en meer mensen aan terwijl ze in de regen naar Versailles trokken. De marktvrouwen spraken schande over de door hun gehate koningin Marie Antoinette, die voor hoer werd uitgemaakt; sommigen riepen zelfs om de dood van de koningin.
Toen de betogers eindelijk Versailles bereikten, voegden ze zich bij een andere groep die vanuit het omringende gebied naar Versailles was getrokken. Leden van de Grondwetgevende Vergadering groetten de massa en nodigden Maillard uit naar hun vergaderzaal, waar hij van leer trok tegen het Vlaamse regiment en het gebrek aan brood. Terwijl hij het parlement toesprak, stroomden de protesteerders de zaal binnen en eisten dat het populaire hervormingsgezinde parlementslid Mirabeau hen zou toespreken. Mirabeau weigerde te spreken, maar mengde zich wel onder de marktvrouwen en liet zelfs een van hen op zijn knie zitten. Ook andere parlementsleden verwelkomden de betogers , waaronder de destijds nog relatief onbekende Maximilien Robespierre, wiens woorden door de protesteerders met dank werden aangenomen en hielpen om de woedende massa te bedaren.

### Audiëntie bij de koning
De voorzitter van de Grondwetgevende Vergadering, Jean Joseph Mounier, vergezelde een groep van zes marktvrouwen die door de massa waren afgevaardigd om naar het paleis te gaan en met de koning te spreken. De koning reageerde met sympathie op de vrouwen en maakte zo'n goede indruk op hen, dat hun zeventienjarige woordvoerster Pierrette Chabry flauwviel en door de koning weer bijgebracht werd.  Er werden afspraken gemaakt en eisen ingewilligd, onder meer om voedsel uit het paleis te verspreiden onder de massa. Sommigen in de massa vonden dat aan hun eisen was tegemoetgekomen. Terwijl het weer begon te regenen, vertrokken Maillard en een kleine groep marktvrouwen triomfantelijk richting Parijs.
Het grootste deel van de protesteerders bleef echter achter in Versailles. Er gingen geruchten dat de afgevaardigde vrouwen voor de gek gehouden waren, en dat koningin Marie Antoinette de koning ervan zou overtuigen om de afspraken weer te verbreken. Lodewijk besprak de dreiging met zijn raadgevers en liet, in een poging om de opstand te beëindigen, om zes uur 's avond een verklaring uitgaan dat hij alle hervormingen zonder meer zou accepteren. De koning verzuimde echter om het paleis afdoende te beveiligen. Het grootste deel van zijn lijfwacht, die al enkele uren gewapend op het hoofdplein van het paleis was opgesteld, vóór de vijandige massa, werd teruggetrokken naar het meest afgelegen deel van de paleistuinen. Een van officieren meldde dat "iedereen overmand was door slaap en vermoeidheid. We dachten dat het allemaal afgelopen was".
Laat die avond kwam La Fayette aan met de Nationale Garde. La Fayette meldde zich bij de koning met de woorden "ik ben gekomen om aan de voeten van Uwe Majesteit te sterven". Terwijl de protesteerders en de Nationale Garde buiten overnachtten, werd La Fayette door velen in de massa beschuldigd van verraad. Ze klaagden over zijn tegenzin Parijs te verlaten en de traagheid waarmee hij zijn soldaten naar Versailles marcheerde. In de ochtend werd duidelijk dat de marktvrouwen en de Nationale Garde samen één front tegen de koning hadden gevormd.

### Bestorming van het paleis

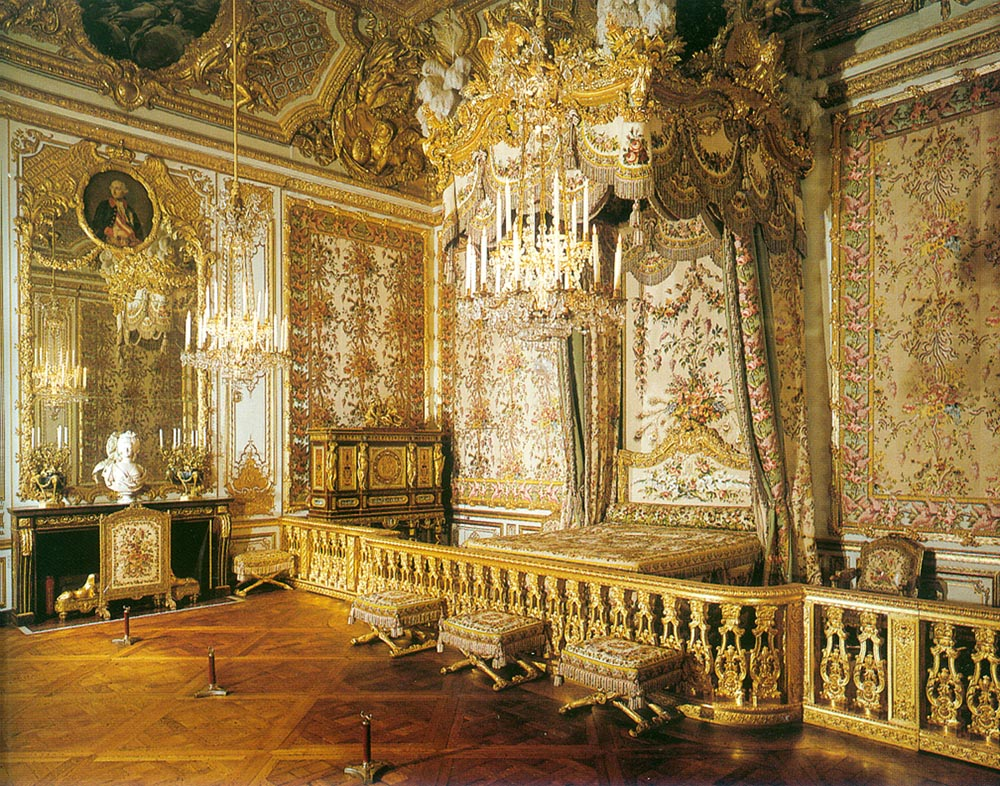
De slaapvertrekken van koningin Marie Antoinette in het Paleis van Versailles

Rond zes uur 's ochtends ontdekten enkele protesteerders een kleine onbewaakte paleispoort en wisten zo het paleis binnen te komen, op zoek naar de slaapvertrekken van de koningin. De koninklijke lijfwachten haastten zich om deuren af te sluiten en gangen te barricaderen om te proberen te voorkomen dat de betogers verder het paleis konden binnendringen. De lijfwachten vuurden op de indringers, waarbij een jonge betoger omkwam. Woedend bestormde de massa de bres en stroomde het paleis binnen.
Twee lijfwachten, Miomandre en Tardivet, probeerden in hun eentje nog de massa tegen te houden. Tardivets hoofd werd afgehakt en op een spiets omhoog gehouden. Koningin Marie Antoinette rende op blote voeten met haar gevolg naar de slaapvertrekken van de koning, waar ze op de gesloten deuren sloegen. Na enkele benarde minuten werd de deur opengedaan en wisten ze op het nippertje aan de massa te ontsnappen.
Ook andere lijfwachten werden in elkaar geslagen door de massa en minstens één andere lijfwacht werd vermoord en diens hoofd afgehakt. Toen de chaos eindelijk bedaarde, konden de voormalige Franse Garde, nu deel van La Fayettes Nationale Garde, en de overgebleven koninklijke lijfwachten met elkaar overleggen en tot een overeenkomst komen om de orde in het paleis te herstellen.

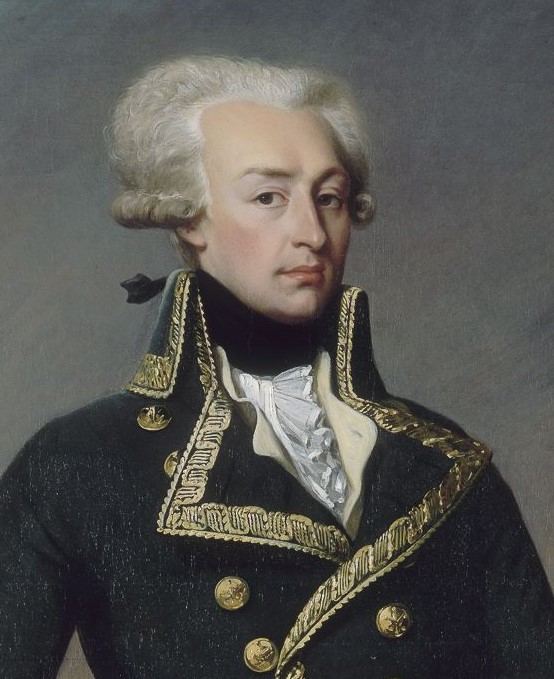
De markies de La Fayette

### Inmenging door La Fayette
Hoewel het paleis veiliggesteld was, stond de massa nog steeds rond het paleis. De soldaten van het Vlaamse regiment en een andere legereenheid, de Montmorency-dragonders, weigerden op te treden tegen het volk. La Fayette overtuigde de koning ervan om het volk toe te spreken. Toen de twee het balkon opkwamen, kwam een onverwachts Vive le Roi! ("Leve de koning") uit de massa. De koning sprak over zijn "liefde voor zijn goede en trouwe onderdanen" en gaf zijn bereidheid aan om naar Parijs te gaan. Terwijl de massa juichte, spelde La Fayette een driekleurige kokarde, symbool van de Franse natie, op de hoed van de lijfwacht die het dichtst bij de koning stond.

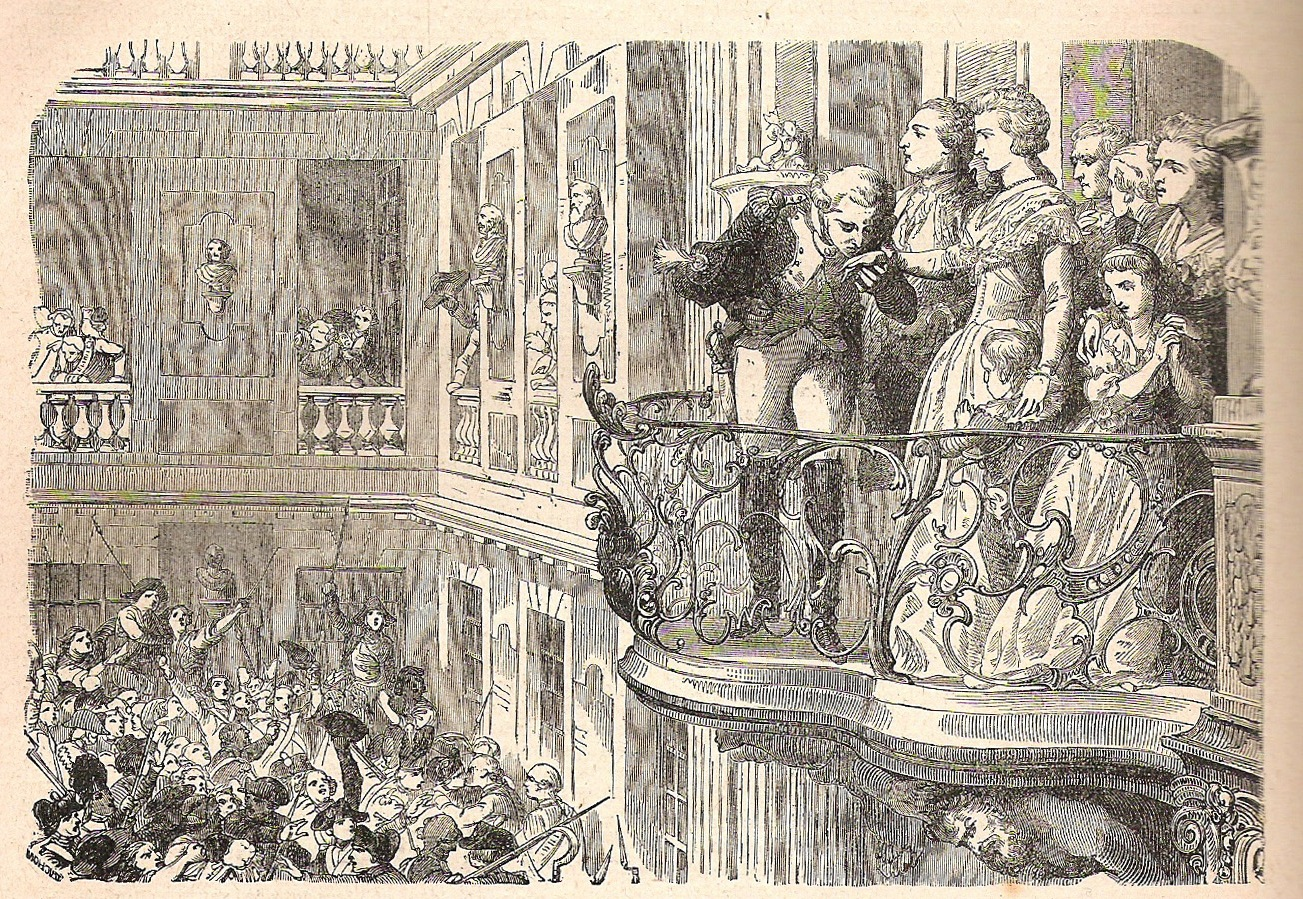
La Fayette op het balkon met Marie Antoinette. 18e-eeuwse gravure

Nadat de koning het balkon verliet, eiste de massa dat de gehate koningin Marie Antoinette zich ook zou laten zien. La Fayette vergezelde haar naar het balkon, samen met haar jongste zoon en dochter. Musketten werden vanuit de massa op Marie Antoinette gericht, en er werd geschreeuwd dat de kinderen van het balkon verwijderd moest worden. Het leek erop dat de massa de koningin om zou brengen, maar door zich zo kwetsbaar op te stellen, wist ze de protesteerders op andere gedachten te brengen. La Fayette liet de woede van de massa wegebben en knielde vervolgens om de hand van de koningin te kussen. De protesteerders reageerden met respect, en sommige riepen zelfs Vive la Reine! ("Leve de koningin!"), iets dat in lange tijd niet meer gehoord was.

### Vertrek naar Parijs
Ondanks de balkonscène bleef de massa eisen dat de koninklijke familie naar Parijs zou gaan. Rond 1 uur 's middags escorteerden de protesteerders en de Nationale Garde de koninklijke familie en zo'n 100 leden van de Grondwetgevende Vergadering naar Parijs. Inmiddels was de massa gegroeid tot zo'n 60.000 mensen. De negen uur durende reis naar Parijs leek soms vrolijk, met soldaten die met broden zwaaiden die ze op hun zwaarden hadden gespietst, en marktvrouwen die op een buitgemaakt kanon reden. Maar tegelijkertijd had de tocht een dreigend karakter. Er werden vreugdeschoten boven de koninklijke koets afgevuurd, en de afgehakte hoofden van vermoorde koninklijke lijfwachten werden op spiesen meegedragen.
De massa begreep dat de koning nu geen absolute macht meer had, maar geheel in dienst van het volk stond. Niemand begreep dat beter dan de koning zelf. Bij zijn aankomst in het Tuilerieënpaleis, dat sinds de regeerperiode van Lodewijk XIV niet door de koninklijken bewoond was geweest, zei hij met onkarakteristieke desinteresse "laat iedereen maar zelf een plaats vinden". Ook vroeg hij om een boek uit de bibliotheek over de afgezette koning Karel I van Engeland.

## Nasleep
De rest van de Nationale Grondwetgevende Vergadering volgde de koning binnen twee weken naar Parijs. Het parlement ging vlak bij het Tuilerieënpaleis zetelen, in een voormalige rijschool, de Salle du Manége. Zo'n 56 leden van de Monarchiens-factie, die een constitutionele monarchie naar Brits model voorstond, weigerden echter naar Parijs te verkassen, omdat ze de situatie daar te gevaarlijk vonden. Deze factie verloor hierbij een aanzienlijk deel van haar leden in de Grondwetgevende Vergadering. Veel van deze parlementsleden trokken zich terug uit de politiek en sommigen, waaronder Mounier, verlieten zelfs het land.
Robespierres uitgesproken steun voor het protest leverde hem veel aandacht op en gaf hem een heroïsche status bij de bevolking van Parijs, die hem sindsdien als een beschermer van de armen zag. Zijn latere opkomst als feitelijke dictator werd deels mogelijk gemaakt door zijn manier van handelen tijdens de mars op Versailles en de bezetting van het parlement.

De bestorming van de Tuilerieën op 10 augustus 1792

In juni 1791 probeerden Lodewijk XVI en Marie Antoinette weg te vluchten uit Parijs, maar werden aangehouden en terug naar Parijs gebracht. In september van dat jaar werd een nieuwe grondwet ingevoerd waarmee de absolute monarchie vervangen werd door een constitutionele monarchie. Op 10 augustus 1792 werd het Tuilerieënpaleis bestormd door revolutionairen, en een dag later werd de koning ontheven uit zijn macht. Een maand later werd de monarchie geheel afgeschaft. Lodewijk XVI werd in januari 1793 naar de guillotine gestuurd, negen maanden later gevolgd door Marie Antoinette.

## Rol van Lodewijk Filips II van Orléans

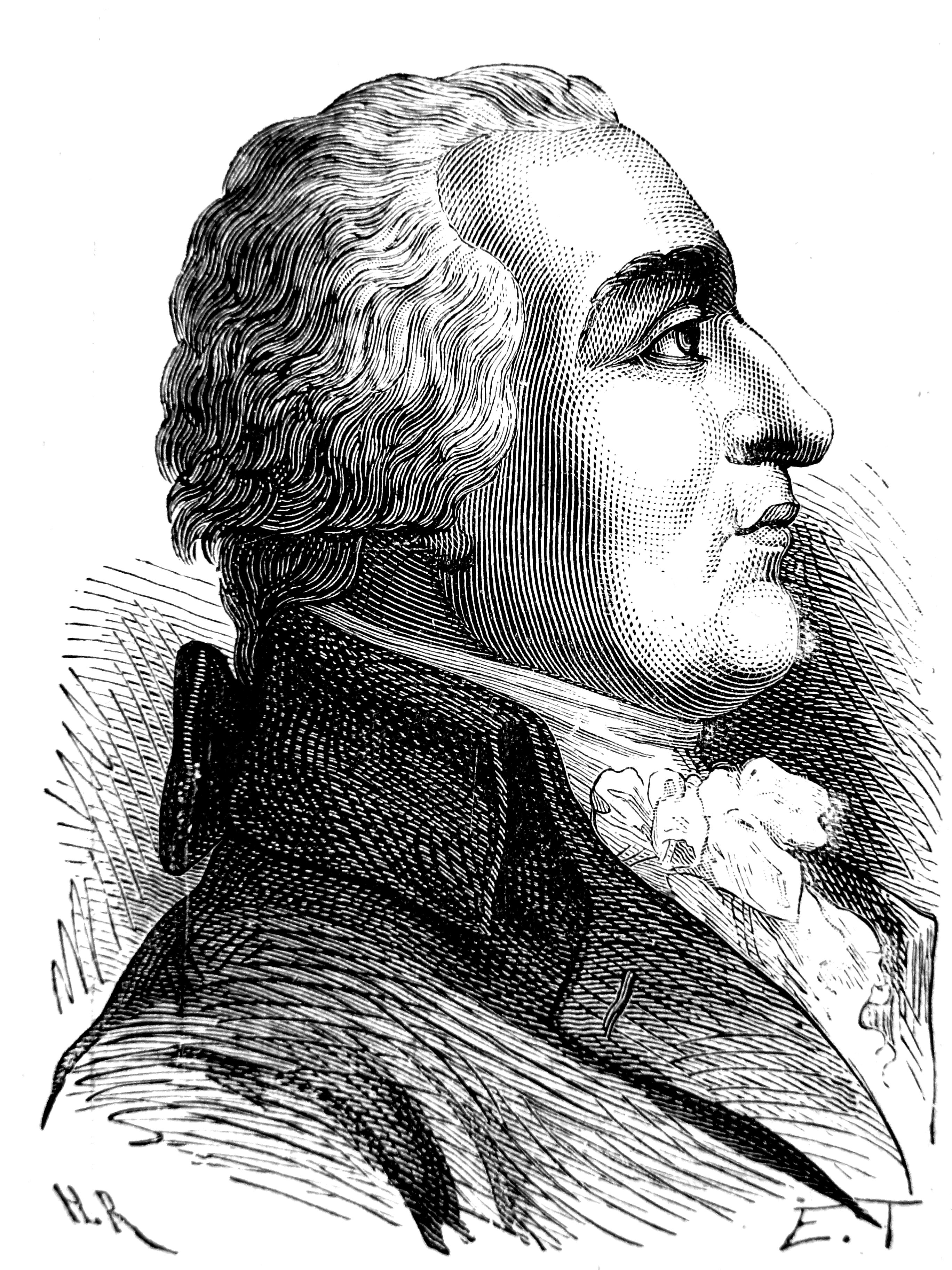
Lodewijk Filips II van Orléans

Graaf Lodewijk Filips II van Orléans werd ervan verdacht dat hij achter de schermen verantwoordelijk was geweest voor de mars op Versailles. Hier is echter nooit enig sluitend bewijs voor gevonden. Lodewijk Filips II van Orléans, die een neef van de koning was, steunde de revolutie. Het was alom bekend dat hij zichzelf zag als een betere koning dan Lodewijk XVI in een toekomstige constitutionele monarchie.
Een aantal historici zijn ervan overtuigd dat de graaf agents provocateurs betaalde om onrust te zaaien, de bevolking van Parijs op te jutten tot opstand en het protest uit te breiden van een roep om brood naar een eis dat de koning in Parijs zou zetelen. Andere stellen dat hij mogelijk samen met Mirabeau samenspande om de mars naar Versailles te gebruiken om de constitutionele monarchie doorgevoerd te krijgen. Een derde groep historici gaat nog veel verder en gelooft dat sommige parlementsleden die Lodewijk Filips II van Orléans steunden, waaronder Antoine Barnave, Pierre Choderlos de Laclos en de hertog van Aiguillon, zich verkleedden als marktvrouwen om leiding te geven aan het protest.
De meeste van de belangrijkste werken over de Franse Revolutie schrijven Lodewijk Filips II van Orléans echter een bijrol toe. Zijn pogingen om munt te slaan uit de gebeurtenissen waren niet de oorzaak van de mars op Versailles. De rol van de graaf in de gebeurtenissen werd onderzocht door de kroon, maar er werden geen bewijzen gevonden. Voor de zekerheid besloot Lodewijk Filips II een tijd het land te verlaten en accepteerde een aanbod van de koning om naar Groot-Brittannië te gaan op een diplomatieke missie. In juli 1790 keerde hij terug in de Nationale Grondwetgevende Vergadering en in oktober van dat jaar werd hij geheel vrijgepleit door het parlement. Ondanks zijn steun voor de revolutie, eindigde hij in november 1793 onder de guillotine. Zijn zoon Lodewijk Filips I werd in 1830 koning van Frankrijk.